# Jan Kanty Lubański
Jan Kanty Lubański, herbu Grzymała (ur. 1820 w Lubaniu, zm. 15 sierpnia 1884 tamże) – ziemianin, właściciel majątku Lubań, bankier, działacz społeczny i filantrop, marszałek szlachty oszmiańskiej.

## Życiorys
Studiował w Mitawie, potem w Berlinie. Mając niespełna dwadzieścia lat stracił rodziców, skutkiem czego przerwał edukację i powrócił do rodzinnego majątku w Lubaniu. W latach 1852–1859 był marszałkiem szlachty oszmiańskiej, w 1872 roku został dyrektorem Banku Ziemiańskiego w Wilnie; pełnił także funkcję dyrektora tamtejszego Banku Handlowego. Był bardzo ceniony zarówno za działalność społeczną i filantropijną, jak również za obronę szlacheckiej własności ziemskiej.
Zmarł w swoim majątku w Lubaniu, został pochowany w rodzinnym grobie w Horodyszczu koło Wilejki.